# PGO
Motive Power Industry Co., Ltd., также известна, как владелец торговой марки PGO (ПГО) — Тайваньский производитель мото-техники.

## История
Компания основана в 1964 году.

## Деятельность

### Показатели деятельности
PGO (Motive Power Industry Co., Ltd.) была основана в 1964 году как один из пионеров по производству скутеров в Тайване. В 1972 году было заключен контракт с Piaggio (Италия) и до 1982 года осуществлялось тесное технологическое сотрудничество с этим всемирно известным концерном. Результатом сотрудничества была разработка и производство большого количества популярных скутеров и распространение их во всем мире. После окончания контракта сотрудничество не остановилось, а перешло в другую аспекты. Motive Power Industry и Piaggio до сих пор сотрудничают во многих проектах и используют совместные разработки и патентные технологии.
Motive Power Industry начала интенсивно развивать свой бренд в 1986 году, когда установила тесное сотрудничество с Societe Commerciale Euro-Taiwanaise (EUROTAI) которая стала эксклюзивным экспортным партнером, которым остается и сегодня. EUROTAI в 1988 году успешно представила марку PGO как первый тайваньский скутер в Европе.
EUROTAI обеспечивает стратегию развития, маркетинг и другие направления, которые делают марку PGO известной и популярной в мире. Motive Power Industry Co., Ltd. сосредоточила свою деятельность в технологическом направлении — разработка и производство скутеров, трициклов, квадроциклов, багги.
В 2012 году модельний ряд PGO состоит из следующих моделей:
- Ligero — 50, 125
- Ligero RS (Black Magic) — 50
- Big Max — 50
- PMS — 50, 110
- PMX — 50, 110
- PMX Naked — 50, 110
- TR3 — 50, 150
- G-MAX (M2, Apollo) — 50, 125, 150, 220
- Libra — 50, 125, 150
- Tigra — 125
- X-Hot — 50, 125, 150
- T-Rex — 50, 125, 150
- J-Bubu — 115
- Idep (eWave)
- Bug Rider — 50, 150, 200, 250
- Bug Racer — 500, 600